# Václav Brozik
Václav Brozik (5 de Março de 1851 – 15 de Abril de 1901) foi um académico e pintor checo. 
Desde 1868 Brozik estudou na Academia de Artes de Praga, Dresden, e Munique. Em 1879 foi uma viagem de estudo pela Holanda.
Brozik casou com a filha de um rico negociador de artes em Paris, o qual o ajudou a atingir a sucesso entre a alta sociedade francesa. Ele dividia o seu tempo entre Praga, onde ele dava aulas na Academia desde 1893, e Paris. Em 1896 ele foi eleito sucessor de João Millais na Academia de Belas Artes francesa. 
Morreu subitamente devido a uma insuficiência cardíaca e está enterrado no Cemitério de Montmartre.